# Je suis un autarcique
Pour plus de détails, voir Fiche technique et Distribution.
Je suis un autarcique (titre original : Io sono un autarchico) est un film italien de Nanni Moretti sorti en 1976.
Il s'agit du premier long métrage de Nanni Moretti, qui le réalise à 23 ans en super 8 et parvient à le faire projeter dans plusieurs salles et festivals (gonflé en 16 mm). 

## Synopsis
Un metteur en scène mégalomaniaque veut réaliser un projet de théâtre expérimental aux côtés d'une troupe non moins inspirée...

## Fiche technique
- Titre : Je suis un autarcique
- Titre original : Io sono un autarchico
- Réalisation :  Nanni Moretti
- Scénario : Nanni Moretti
- Production : Sacher Film
- Musique : Franco Piersanti
- Photographie : Fabio Sposini
- Montage : Nanni Moretti
- Pays de production :  Italie
- Format : Couleur - Super 8 - 16 mm — 1.37:1
- Genre : Comédie
- Durée: 95 minutes
- Date de sortie : 1976

## Distribution
- Luciano Agati : Giuseppe
- Lorenza Codignola : Valentina
- Simona Frosi : Silvia
- Nanni Moretti : Michele
- Beniamino Placido : Critico teatrale
- Andrea Pozzi : Andrea
- Fabio Traversa : Fabio Ghezzi
- Giorgio Viterbo : Giorgio
- Paolo Zaccagnini : Paolo